# Liste d'objets célestes de la Grande Ourse
Cet article recense les objets célestes situés dans la constellation de la Grande Ourse.

## Galaxies
- Amas de la Grande Ourse
- Galaxie naine de la Grande Ourse
- Groupe de M101 :
  - M101
  - NGC 5204
  - NGC 5474
  - NGC 5477
  - NGC 5585
  - UGC 8837
  - UGC 9405
- Groupe de M109 :
  - M109
  - NGC 3718
  - NGC 3726
  - NGC 3729
  - NGC 3769
  - NGC 3782
  - NGC 3870
  - NGC 3877
  - NGC 3893
  - NGC 3913
  - NGC 3917
  - NGC 3922
  - NGC 3928
  - NGC 3949
  - NGC 3953
  - NGC 3972
  - NGC 3982
  - NGC 4010
  - NGC 4026
  - NGC 4085
  - NGC 4088
  - NGC 4100
  - NGC 4102
  - NGC 4142
  - NGC 4157
  - NGC 6667
  - UGC 6628
  - UGC 6840
  - UGC 6917
  - UGC 6923
  - UGC 6930
  - UGC 6983
  - UGC 7218
- M81
- M82
- M108
- NGC 2787
- NGC 2841
- NGC 2976
- NGC 3077
- NGC 3079
- NGC 3184
- NGC 3310
- NGC 4013
- NGC 4194
- NGC 5164

## Nébuleuses planétaires
- M97

## Autres
- IPTF14hls (supernova)
- Markarian 421 (blazar)
- Q0906+6930 (blazar)

### Sources
- N. G. Roman, « Identification of a Constellation from a Position », 1987 (consulté le 19 mars 2007)